# عموری‌ها

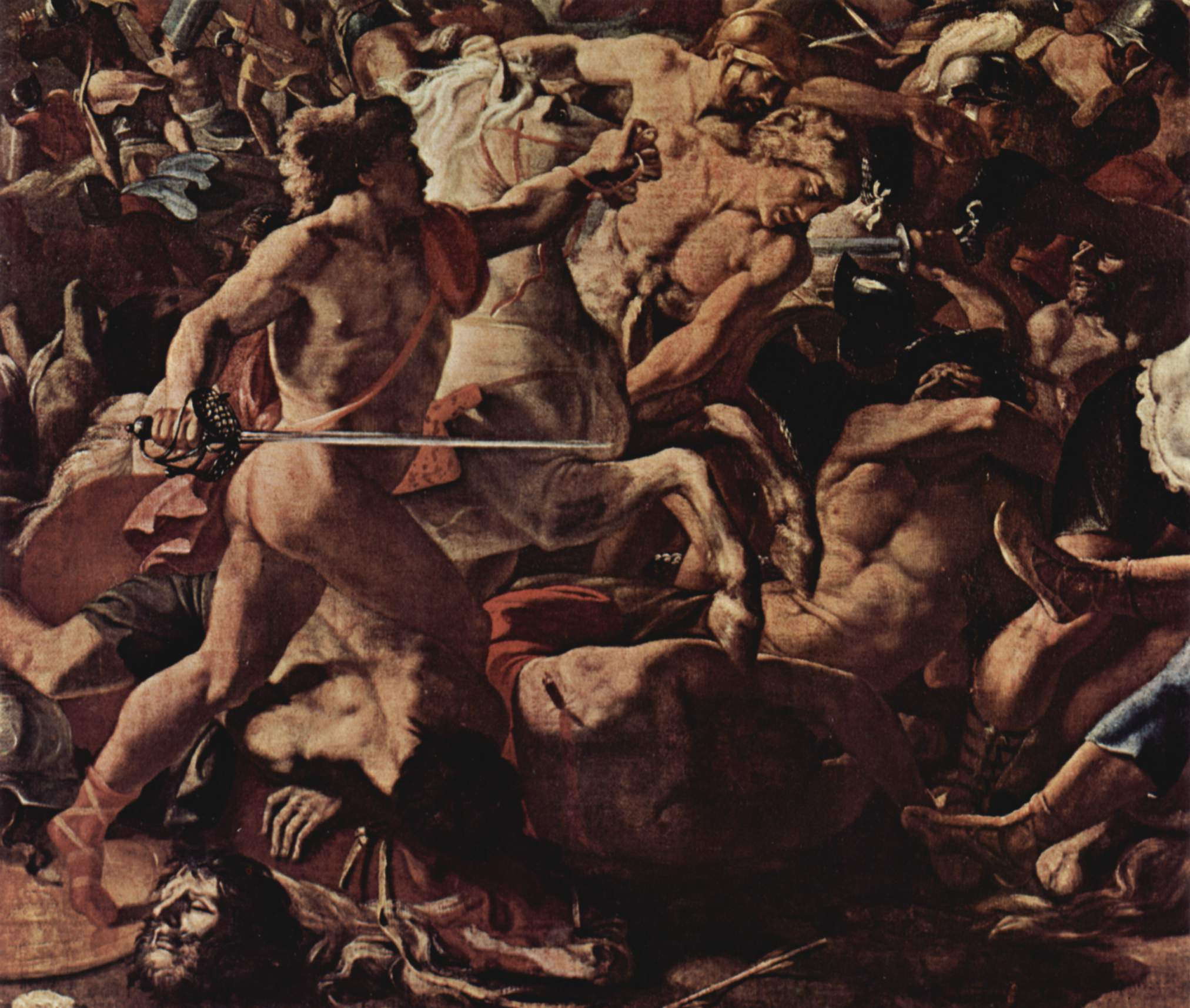
نیکلاس پوسین - پیروزی جاشوا بر عموری‌ها

عَموریان (اموری) قومی سامی‌نژاد و سامی‌زبان نیمه‌کوچ‌نشین در دوران باستان بود. مردم عموری در حدود دو هزار سال پیش از میلاد از خاستگاه خود که در بیابان‌های سوریه، در قسمت‌های میانی فرات، قرار داشت آغاز به مهاجرت‌های گسترده به سوی شرق کرده و در بین النهرین مستقر شدند. آنها به بین‌النهرین نخست به عنوان سرباز اجیر و بازرگان وارد شدند اما بعدها سرنگونی سلسله سوم اور را رقم زدند. عموری‌ها سپس بین ۱۸۰۰ تا ۱۵۰۷ پ.م در بین‌النهرین دودمانی را بنیاد کردند که به دودمان اول بابل شناخته می‌شود. معروف‌ترین پادشاه این دودمان حمورابی بود که قلمروی خود را تا دریای مدیترانه گسترش داد. فرمانروایی عموری‌ها با تاخت‌وتازهای هیتی‌ها و مردمان دریا در سده سیزدهم پیش از میلاد به پایان رسید.
شهر بابل که در آغاز یک تمدن میان‌رودانی بود در زمان دودمان اول مستقل از دیگر شهرها شد.
زبان عموری‌ها از شاخه سامی غربی بود که مادر زبانهای عبری اوگاریتی و عربی است، اما عجیب این است که برخلاف بیشتر زبان‌های دیگر منطقه، زبان عموری هیچگاه شکل نوشتاری (به خط میخی) به خود نگرفت. زبان نوشتاری حکومت عموری‌ها زبان اکدی بود. عموری‌ها به چهار طایفه بزرگ تقسیم می‌شدند به نام‌های سِمعال، یَمینه، نُمها و یَموت‌بال. آنها خدای آمورو را پرستش می‌کردند.
ابراهیم از بزرگان اموریان در اواسط دوران تجدید حیات سوم اور ظهور کرد.

## جنگ با ایلام
ده‌ها سال میان پادشاهی عمورو و ایلامیان جنگ‌ها درگرفت و همچنان ادامه داشت تا آنکه ششمین پادشاه عموری با قدرت تمام به جنگ ایلامیان رفت و پس از شکست‌دادن ارتش آنان، شهر شوش پایتخت ایلامیان را به اشغال خود درآورد و بدین ترتیب امپراتوری عظیم خود را پایه‌ریزی کرد که از آن پس به نام «امپراتوری بابلیان» شهرت یافت. او شهر بابل را به اوج عظمت و شکوه و جلال رسانید.